# Famille de Coëtmen
 (août 2025).

Blason de la maison de Coëtmen-Penthièvre

Bannière de la maison de Coëtmen-Penthièvre

La famille de Coëtmen-Penthièvre est une famille de haute noblesse de Bretagne, rattachée au ramage des comtes de Rennes (Eudonides), et éteinte dans la famille de Rougé au milieu du XVIIIe siècle.

## Les Origines
Les Coëtmen relèvent de la maison de Penthièvre : leur premier représentant connu est Geslin, fils d’Henri d’Avaugour et de Mahaut (ou Mathilde) de Vendôme, sénéchal du Goëlo attesté en 1220. Il tient la résidence castrale de Coëtmen à Tréméven (actuelles Côtes-d'Armor).

## Coëtmen et Tonquédec

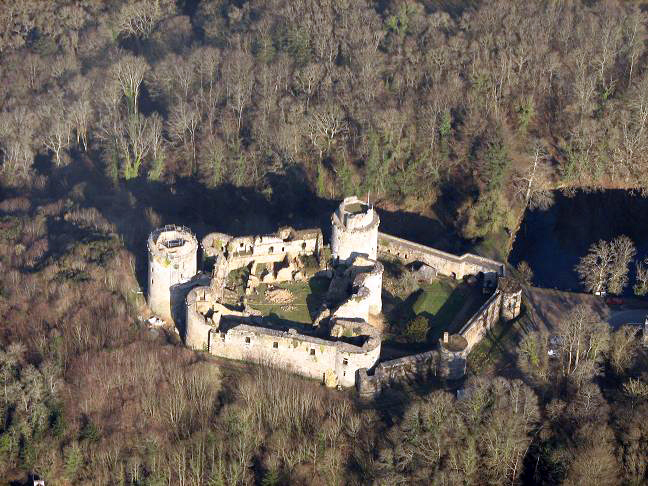
Le château de Tonquédec

Selon le Service de l’Inventaire de Bretagne, la lignée de Tonquédec « se serait fondue » à la fin du XIIe siècle dans celle des Coëtmen par le mariage de l’héritière de Prigent de Tonquédec avec Geslin. Toutefois, la recherche récente précise que la pièce tardive invoquée (BNF ms. fr. 8269, fin XVe siècle, p. 259) « n’a absolument aucune valeur ». En l’état, le rattachement personnel de Geslin au château de Tonquédec doit donc être présenté comme une tradition contestée et non comme un fait établi.
En revanche, la titulature liée à Tonquédec est attestée pour la descendance des Coëtmen à la fin du XIIIe siècle et au XIVe siècle,. Principaux représentants :
- Alain — vicomte de Tonquédec en 1231, de Coëtmen en 1256, encore attesté en 1260 ; épouse Constance de Vitré, fille d’André II de Vitré[4].
- Prigent — vivant en 1308 ; épouse Amé de Léon[4].
- Rolland Ier — attesté en 1311 ; épouse Alix de La Roche-Jagu, dame de Lannevez[5].
- Guy — vicomte de Coëtmen, † 1330 ; sans postérité[5].
- Rolland II — vicomte de Coëtmen & Tonquédec, attesté en 1364 ; épouse Jeanne de Quintin[5].
- Jean Ier — † 1371 ; épouse Marie de Dinan-Montafilan, dame de Goudelin et de Runefau, fille de Roland III de Dinan[5].
- Rolland III — † 1403 ; épouse Jeanne de Martigné-Ferchaud[5].
- Rolland IV — † 1470 ; épouse Jeanne de Penhoët[5].
- Jean II de Coëtmen — † 1496 ; épouse Jeanne du Pont. La terre de Coëtmen est érigée en baronnie des États de Bretagne en 1487[6]. La lignée porte dès lors les titres de « barons de Coëtmen » et « vicomtes de Tonquédec ».

### Famille d'Acigné
La fille de Jean II de Coëtmen, Gilette, seule héritière de la lignée aînée après la mort de son frère Louis en 1496 et celle de son oncle Olivier, seigneur de Plestin, en 1509, s'est mariée en 1487 avec Jean VI (IV) d'Acigné († 8 septembre 1525), qui devient alors baron de Coëtmen du chef de sa femme.
En 1737, Alexis-René de Coëtmen, maréchal de camp et gouverneur de Brest, descendant en ligne masculine des sires de Coëtmen, rachète la terre de Coëtmen aux descendants de Gilette de Coëtmen et de Jean VI d’Acigné. Devenu baron de Coëtmen, il fait valoir ses droits à présider les États de Bretagne.
Sa fille aînée, Julie, épouse Pierre François de Rougé, marquis de Rougé, qui devient en 1750 baron de Coëtmen, du chef de sa femme, dernière représentante de la lignée. Leur fils Bonabes Jean Catherine Alexis de Rougé lui succède, avant de mourir en mer au retour de la guerre d'indépendance américaine en 1783, à bord du navire Le Zélé. Il avait eu de son mariage avec Natalie Victurnienne de Rochechouart de Mortemart Bonabes Louis Victurnien Alexis de Rougé, dernier baron de Coëtmen avant la Révolution française.
La seconde fille d’Alexis-René de Coëtmen épouse (sans postérité) Raoul de Caradeuc, marquis de La Chalotais, fils de Louis-René Caradeuc de La Chalotais.

## Pour approfondir